# تپه‌ای بیک
تپه‌ای بیک مربوط به هزاره سوم و ۴ قبل از میلاد است و در شهرستان گلشن، بخش مرکزی، دهستان کله گان، ۱ کیلومتری شرق روستای ای بیک واقع شده و این اثر در تاریخ ۲۸ اسفند ۱۳۸۵ با شمارهٔ ثبت ۱۸۹۴۹ به‌عنوان یکی از آثار ملی ایران به ثبت رسیده است.